# Batrachedra holochlora
Batrachedra holochlora là một loài bướm đêm thuộc họ Blastobasidae. Nó được tìm thấy ở Úc.